# Barbara von Wulffen
Barbara Huberta Friderike von Wulffen, geb. Gräfin von Podewils-Juncker-Bigatto (* 10. August 1936 in München; † 20. Juni 2021 in Grünwald) war eine deutsche Autorin.

## Leben
Barbara von Wulffen war die Tochter des Schriftsteller-Ehepaars Clemens Graf von Podewils und Sophie Dorothee geb. Freiin von Hirschberg. Sie verbrachte ihre Kindheit in Böhmen. 1945 wurde sie mit ihrer Familie vertrieben und wuchs in der Nähe von Weilheim in Oberbayern auf. Aufgrund ihres Interesses für Vogelkunde begann sie ein Studium der Biologie in München, brach dieses jedoch nach sechs Semestern ab, da ihr „ohnedies schwacher Forscherdrang zum Versiegen“ kam. Stattdessen begann sie ein Germanistikstudium und schloss dieses im Jahr 1961 mit der Promotion zum Thema Der Natureingang in Minnesang und frühem Volkslied ab.
Sie arbeitete daraufhin als Rezensentin für Kinderbücher bei der Süddeutschen Zeitung und schrieb später Essays zu den Themen „Familie“ und „Natur“. Als Buchautorin begann sie 1989 mit dem Erinnerungsbuch Urnen voll Honig. Böhmen – Aufbruch in eine neue Zeit. Kurze Zeit später, 1993, erschien ihr Erzählband Maureen – Irische Geschichten. Im Jahr 2001 wurde ihr drittes Buch Von Nachtigallen und Grasmücken. Über das irdische Vergnügen an Vogelkunde und Biologie veröffentlicht.
Barbara von Wulffen erhielt 1990 den Günther-Klinge-Preis der Gemeinde Gauting und 1999 den Eichendorff-Literaturpreis.
2002 wurde sie als Nachfolgerin des Malers und Bildhauers Otto Herbert Hajek Vorsitzende des Adalbert-Stifter-Vereins. Die Sudetendeutsche Akademie der Wissenschaften und Künste berief sie 2014 zum ordentlichen Mitglied der Klasse der Künste und Kunstwissenschaften.

## Werke
- Der Natureingang in Minnesang und frühem Volkslied. München: Hueber 1963.
- Zwischen Glück und Ghetto – Familie im Widerspruch zum Zeitgeist? Osnabrück. Fromm. 1980
- Lichtwende – Vorsorglicher Nachruf auf die Natur. Osnabrück. Fromm. 1985
- Urnen voll Honig, Böhmen – Aufbruch in eine verlorene Zeit. Frankfurt a. Main: S. Fischer 1989.
- Maureen. Irische Geschichten. Frankfurt am Main: S. Fischer 1993.
- Von Nachtigallen und Grasmücken. Über das irdische Vergnügen an Vogelkunde und Biologie. Frankfurt am Main: S. Fischer 2001.